# Lars Hörmander
Lars Valter Hörmander (24. januar 1931 – 25. november 2012) var en svensk matematiker, der er kendt som den matematiker, der har bidraget mest til den moderne teori om partielle differentialligninger. Han blev tildelt Fieldsmedaljen i 1962 og Wolfprisen i matematik i 1988. Hans Analysis of Linear Partial Differential Operators I–IV bliver betragtet som et standardværk i emnet lineære partielle differentialoperatorer.
Hörmander færdiggjorde sin ph.d. i 1955 ved Lunds Universitet. Hörmander arbejdede derefter ved Stockholms universitet, på Stanford University og ved Institute for Advanced Study i Princeton, New Jersey. Han vendte tilbage til Lunds Universitet som professor fra 1968 til 1996, hvor han gik på pension med titlen professor emeritus.